# Hoog Zuthem
Hoog Zuthem (of Hoog Zuthmen) is een buurtschap in de gemeente Zwolle, in de Nederlandse provincie Overijssel. Het ligt ten zuidoosten van de stad Zwolle. In het gehucht bevinden zich onder andere een kwekerij en een camping.
Hoog Zuthem vormde lange tijd onderdeel van de gemeente Zwollerkerspel. Reeds in 1940 was er sprake van dat de buurtschap of bij Zwolle of bij Wijhe zou komen. De gemeente vond toen dat Hoog Zuthem kon worden gezien als een verlengstuk van Ittersum. In 1967 werd de gemeente Zwollerkerspel en daarmee ook Hoog Zuthem onderdeel van de gemeente Zwolle.
Ten zuidoosten van Hoog Zuthem ligt in de gemeente Raalte het dorpje Laag Zuthem.